# Coll de Nargó

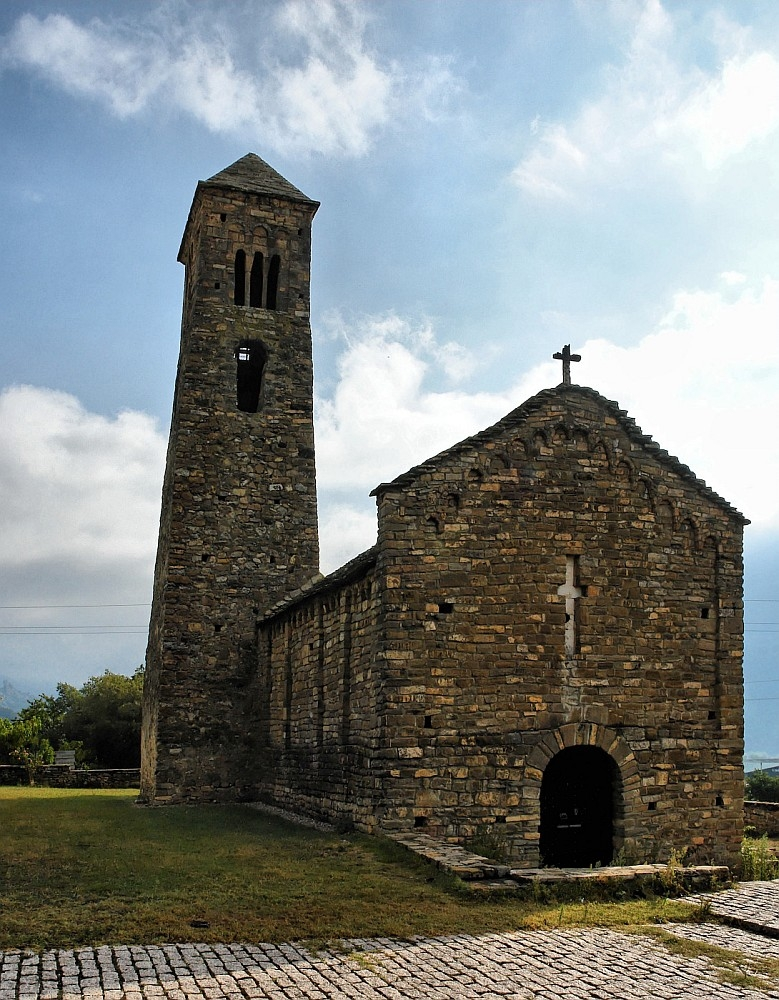
Romanesque church of Sant Climent

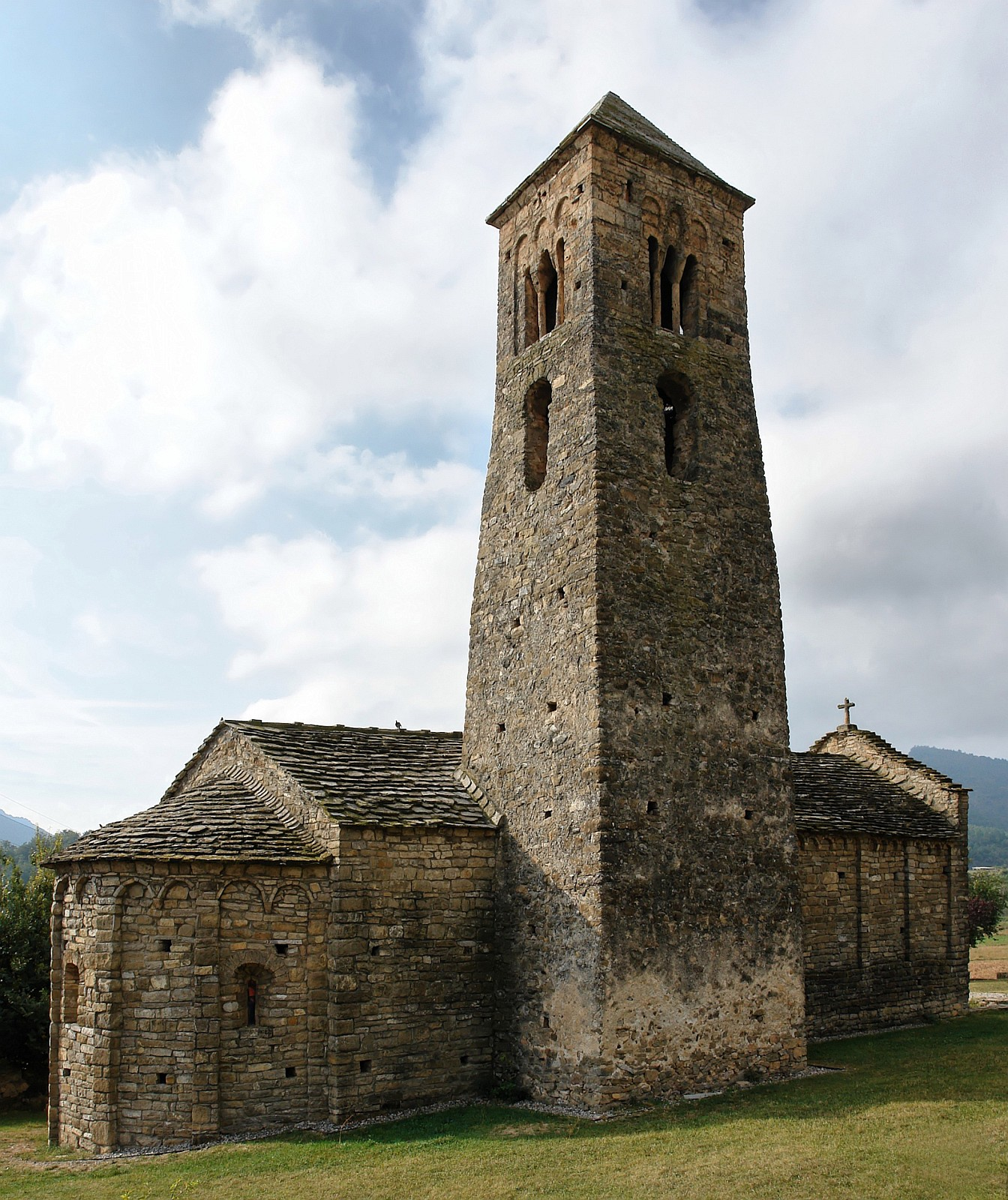
Pre-Romanesque bell-tower of Sant Climent

Coll de Nargó là một đô thị trong ‘‘comarca’’ Alt Urgell, tỉnh Lleida, Catalonia, Tây Ban Nha.

## Biến động dân số
| 1900 | 1930 | 1950 | 1970 | 1986 | 2005 |
| ---- | ---- | ---- | ---- | ---- | ---- |
| 1389 | 1565 | 1511 | 847  | 684  | 600  |

## Các khu vực bên trong
Coll de Nargó có 5 làng. Dân số năm 2001, khi dân số của Coll de Nargó là 463:
- Gavarra (26), giáp với comarca Noguera
- Les Masies de Nargó (30)
- Montanissell (28),
- Sallent (38),
- Valldarques (15)